# Вища освіта

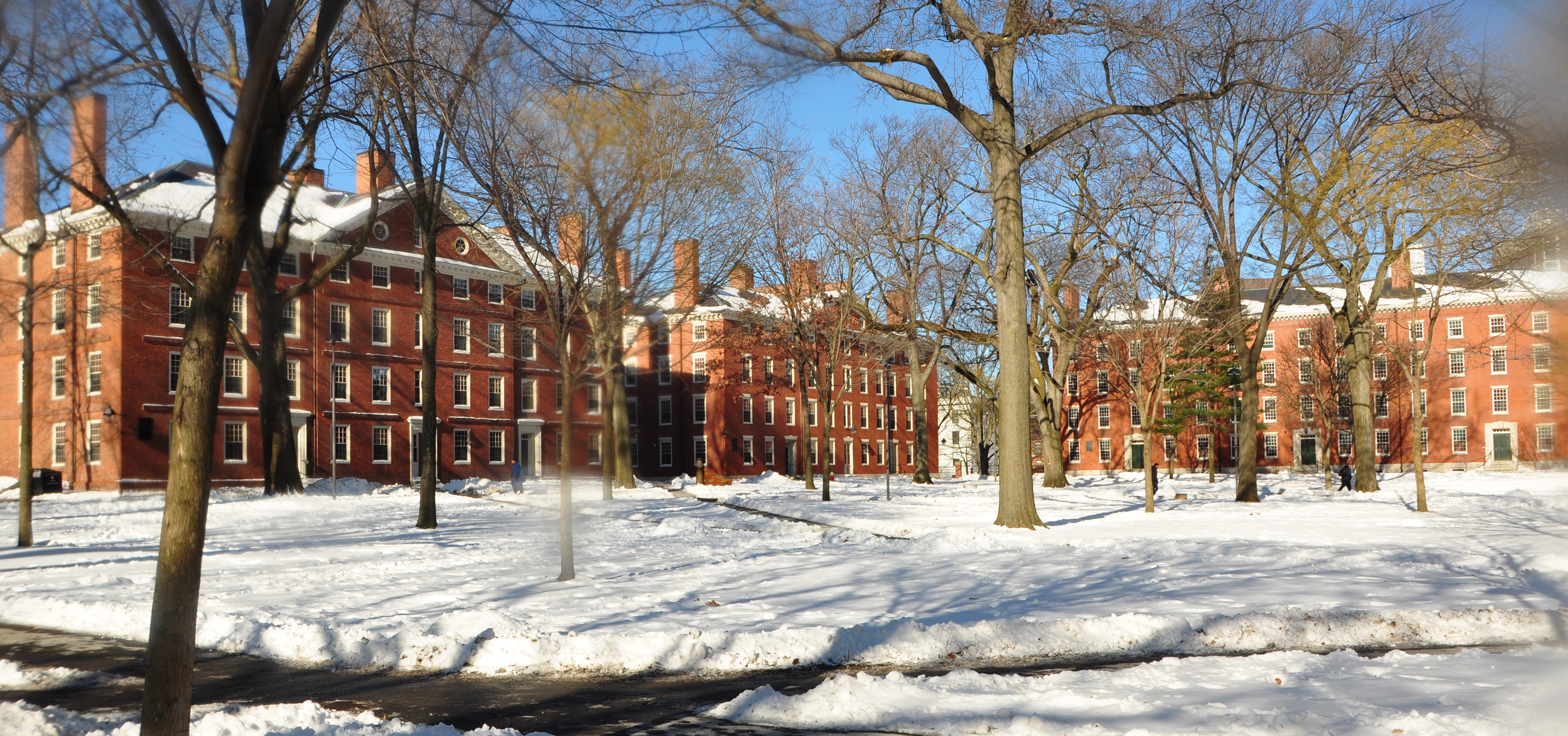
Гарвардський університет.

Ви́ща осві́та — ступені освіти, що здобуваються, як правило, у закладах вищої освіти (вишах) на базі повної загальної середньої освіти. Вона необхідна фахівцям вищої кваліфікації в різних галузях економіки, науки і культури. Для вступу на навчання для здобуття вищої освіти в Україні зазвичай необхідним є складання зовнішнього незалежного оцінювання.

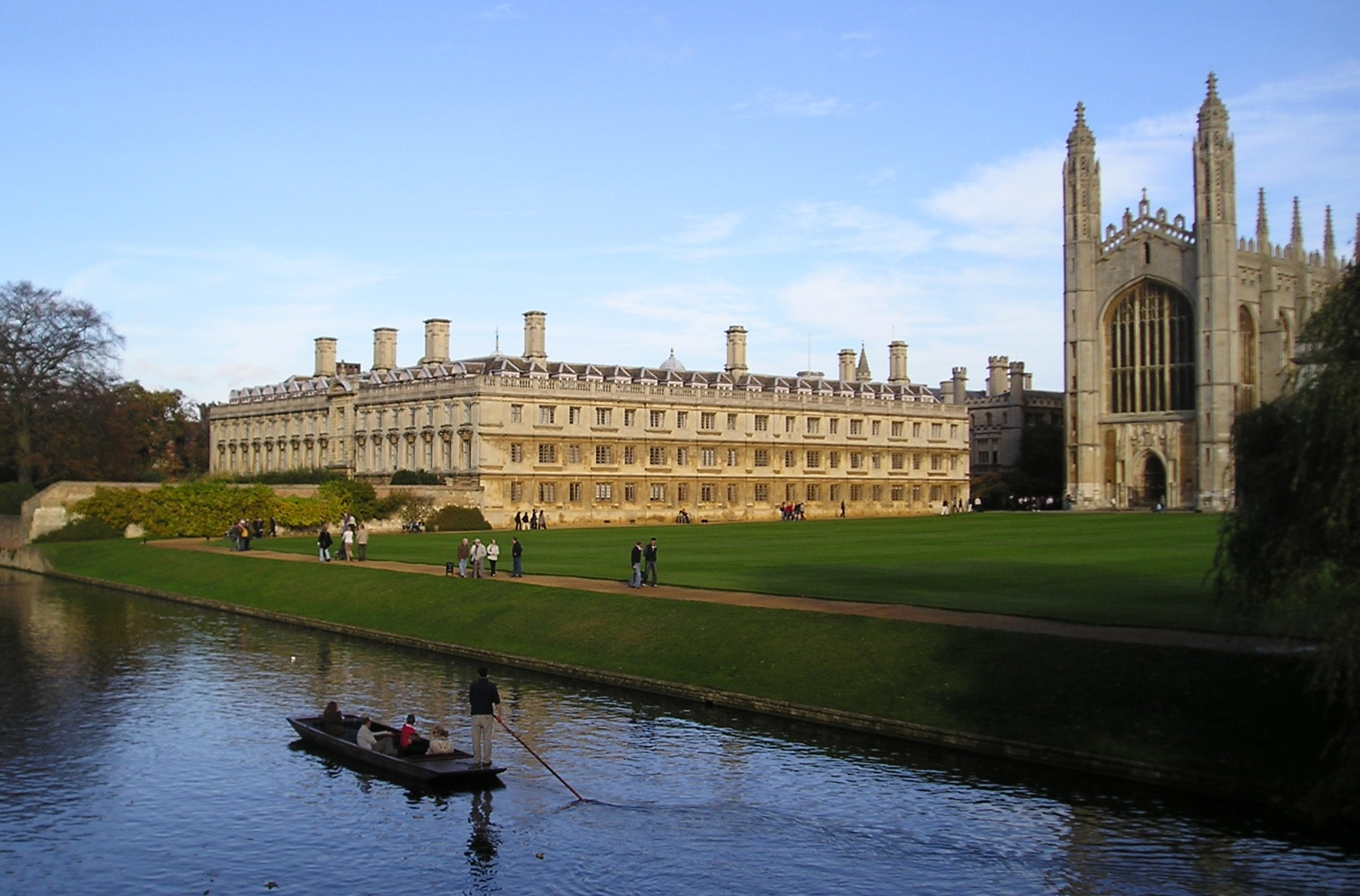
Кембриджський університет.

Згідно з Законом України «Про вищу освіту» вища освіта визначається як сукупність систематизованих знань, умінь і практичних навичок, способів мислення, професійних, світоглядних і громадянських якостей, морально-етичних цінностей, інших компетентностей, здобутих у закладі вищої освіти (науковій установі) у відповідній галузі знань за певною кваліфікацією на рівнях вищої освіти, що за складністю є вищими, ніж рівень повної загальної середньої освіти.

## Історія
Виділення вищого ступеня освіти відбулося в країнах Стародавнього Сходу понад тисячу років до н. е. Тоді, на цьому ступені, молодь вивчала філософію, поезію, а також відомі на той момент закони природи, отримувала відомості про мінерали, небесні світила, про рослини і тварин.
В Олександрії в V—III ст. до н. е., в епоху еллінізму, стали створюватися школи підвищеного типу, в яких філософія, філологія, медицина і математика стали вивчатися окремо у зв'язку з диференціацією науки.
У Стародавній Греції приділяли велику увагу освіті молоді, було передбачено вищий ступінь освіти. У IV—III ст. до н. е. одним з ідеологів виділення вищого ступеня освіти був Платон. Він хотів привернути до цього утворення незначну частину обдарованої аристократичної молоді (юнаків), яка проявила здатність до відверненого мислення і була здатною вивчати предмети не в прикладному значенні, а в філософсько-теоретичному плані. Наприклад, астрономію за цією системою необхідно було вивчати не для прикладних цілей — мореплавання, а для роздумів про нескінченність Всесвіту. Причому передбачалося, що закінчивши цей ступінь освіти у віці 30 років і проявивши виключне обдарування, можна було продовжити освіту до 35 років з метою стати правителями держави. Схожої точки зору дотримувався у III ст. до н. е. і Аристотель, який вважав, що необхідний і третій, вищий ступінь, освіти для розвитку у людини її природних здібностей в триєдності фізичного, морального і розумового напрямків.
Подальша диференціація науки тільки сприяла виділенню третього, вищого ступеня, освіти. Однак, визначення вищої освіти в сучасному розумінні склалося лише в середні століття.

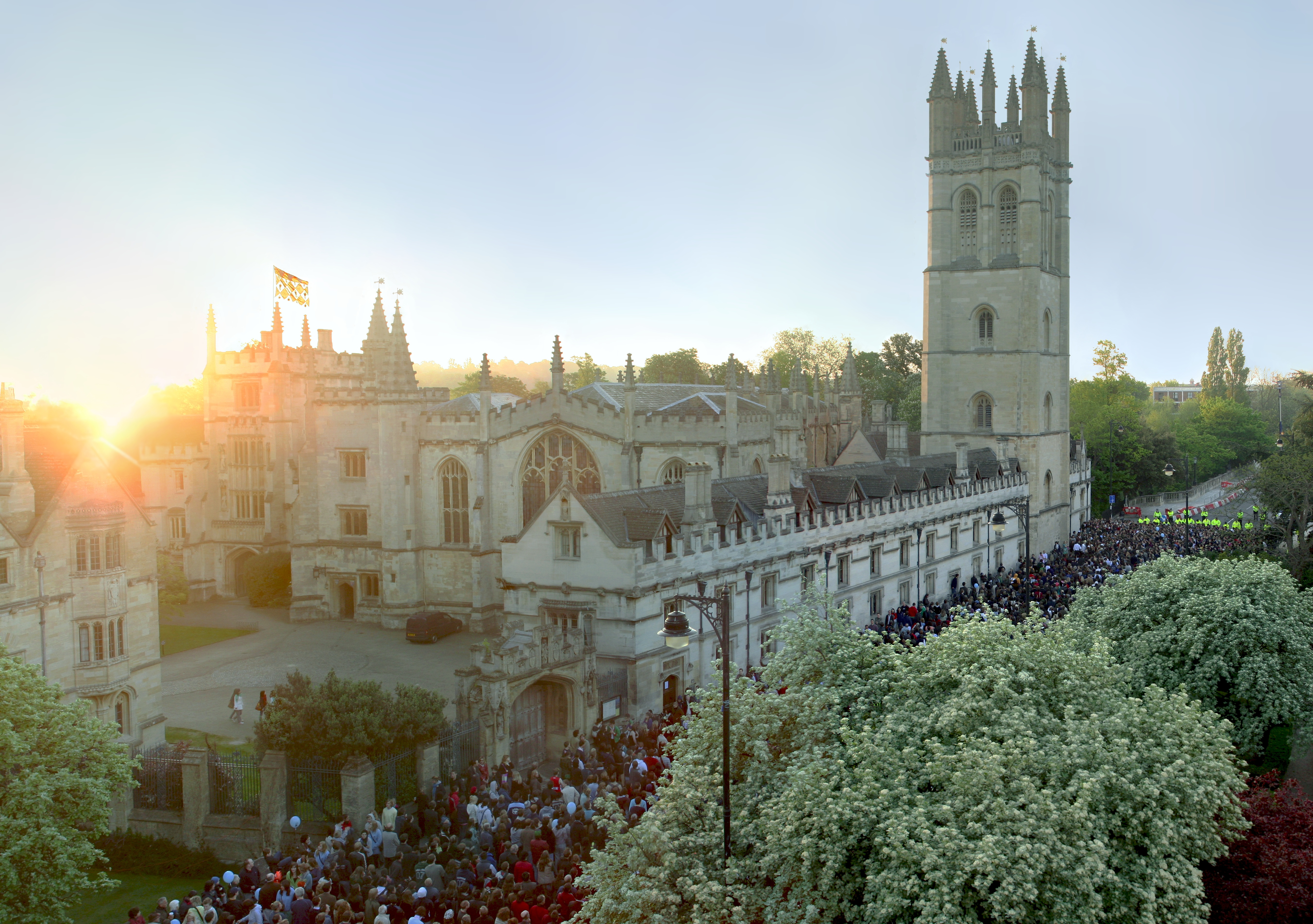
Будівля Магдален-коледжу (Оксфорд)

З X століття в Салерно, Павії, Болоньї, Парижі існували університети — місця паломництва для допитливих. Там вивчали право, латину, філософію, медицину, математику. Найстаріший в англомовному світі Оксфордський університет заснований близько 1117 року англійським духовенством, яке вирішило дати своїм священнослужителям освіту (на відміну від континентальних, вони часто були неграмотні). Вибір припав на Оксфорд, одне з найбільших міст королівства. Але тільки за Генріха II він став справжнім університетським містечком. Якщо з часом через нього майже в обов'язковому порядку проходили члени вищого суспільства, то в середні віки до цього було ще далеко. Там навчалися лише священнослужителі, вони знімали кімнати у місцевих жителів і часто були бідні.
В XI столітті відкрилася перша вища світська медична школа в Салерно (Італія).
В XI–XII ст. з'явилися світські вищі школи в Європі, в яких навчання і наукова робота були взаємопов'язані в єдиному навчальному процесі. В основі навчання в цих школах були покладені як теоретичні дослідження, так і спостереження і досвід.

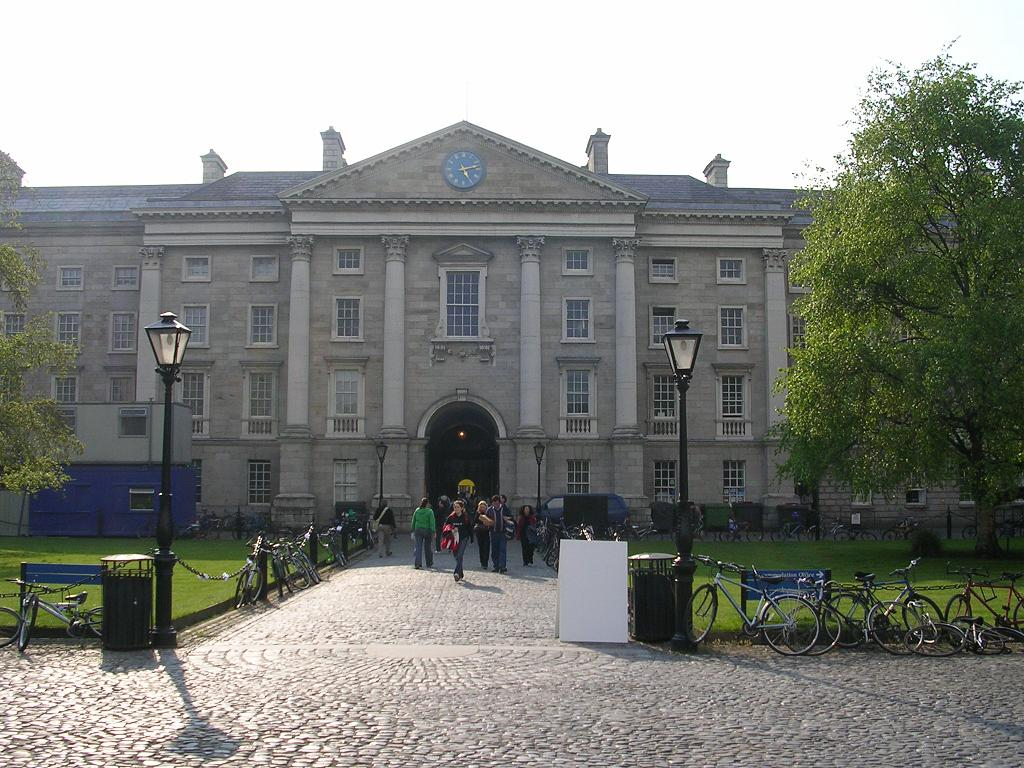
Вхід до Триніті Коледжу.

В XII–XIII ст. в багатьох країнах Європи (Італія, Іспанія, Франція, Англія) стали виникати перші університети. У них, в основному, було лише три факультети — богословський, медичний і юридичний. Навчання в перших університетах велося протягом 5-6 років.
В 1209 році групою професорів і студентів, які втекли з м. Оксфорд після сутички між містянами і студентами, був заснований Кембриджський університет.
В 1348 р. відкривається перший у слов'янських країнах університет в Празі.
Середньовічна вища освіта насамперед мала на меті обґрунтування богословських догм. Лише в XIV–XVI ст. відбувається поступове звільнення науки і освіти від схоластики. Цьому сприяли великі наукові відкриття та успіхи в галузі медицини в епоху Відродження в Італії. Серед видатних представників науки того часу — Леонардо да Вінчі, Миколай Коперник, Йоганн Кеплер, Галілео Галілей, Рене Декарт, Ісаак Ньютон, Готфрід Лейбніц. Англійський філософ Френсіс Бекон різко критикував схоластичну школу. Письменники-гуманісти і педагоги того часу — Вітторіно да Фельтре, Еразм Роттердамський, Л. Вівес, Франсуа Рабле, Мішель де Монтень — виступали проти монополізації католицькою церквою галузі освіти. Вони запропонували нові методи навчання, засновані на розвитку самостійного критичного мислення.
Вкрай важливе значення для розвитку вищої та освіти в цілому мало винайдення друкарства в XV ст.
В 1632 у Києві шляхом об'єднання Київської братської школи та Лаврської школи було створено Києво-Могилянську академію, в якій вивчали слов'янську, латинську та грецьку мови, богослов'я і «сім вільних мистецтв» — граматику, риторику, діалектику, арифметику, геометрію, астрономію і музику.
У цей час на підтримку традиційної ступеневої системи освіти з вищим ступенем — академією виступав в своїх працях чеський педагог-гуманіст, громадський діяч, фактично основоположник педагогічної науки Ян Амос Коменський.
У XVII столітті починають створюватися наукові лабораторії, в яких проголошується принцип вільного наукового дослідження і викладання. У ці роки у Франції, Англії, Німеччині створюються перші державні наукові академії, починають систематично видаватися наукові журнали.
У результаті винаходу парової машини відбувся перехід від мануфактурного виробництва до фабричного. За цим відбувся промисловий переворот. Це сприяло появі у другій половині XVIII століття в Англії, а потім і в інших країнах перших технічних навчальних закладів, що давали систематичну інженерну освіту.

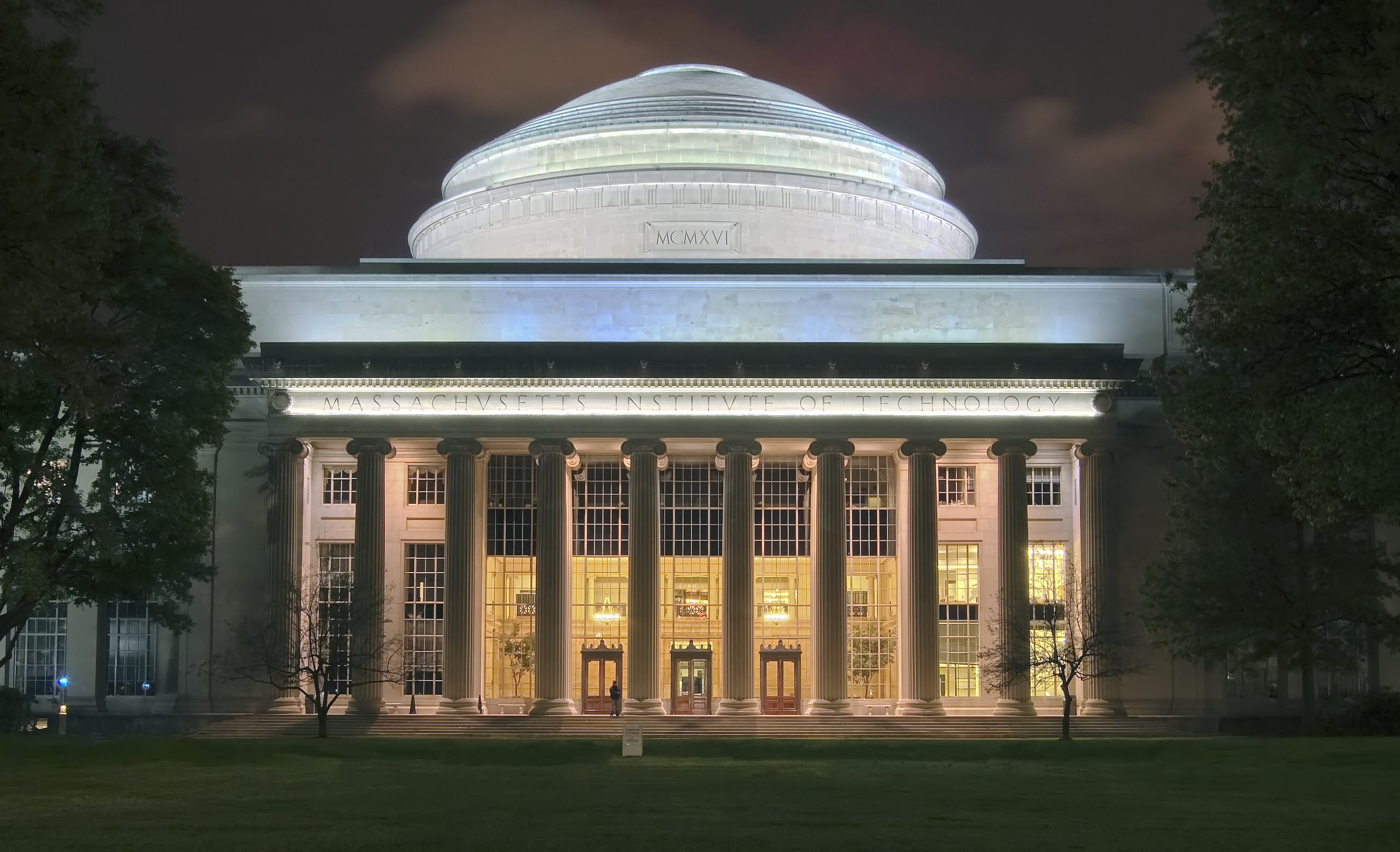
Одна з будівель в кампусі Массачусетського технологічного інституту (Кембридж, США)

У 1861 році Співдружність Массачусетса схвалила хартію Вільяма Бартона Роджерса про заснування «Массачусетського технологічного інституту і Бостонського товариства природознавства» (нині Массачусетський технологічний інститут). Вільям Бартон Роджерс хотів створити нову форму вищої освіти, що відповідала б викликам науки, яка стрімко розвивалася в середині XIX століття, на які класична освіта була патологічно не здатна дати адекватну відповідь. Після прийняття хартії Роджерс став шукати кошти, розвивати навчальну програму і підбирати відповідне місце для інституту. План Роджерса базувався на трьох принципах: освітня цінність корисних знань, необхідність навчання через дії та об'єднання професійних і гуманітарних наук. МТІ став піонером у використанні інструкцій для лабораторних робіт. Його філософія — «навчання не в маніпуляціях і миттєвих деталях науки, які можна застосувати лише на практиці, а в знанні і розумінні всіх основних наукових принципів з їх поясненнями». Через те, що кілька місяців по тому почалася громадянська війна, перші заняття в Массачусетському ТІ пройшли тільки в 1865 році в орендованому приміщенні торгового дому в передмісті Бостона.
В 1870—1880 рр. в багатьох країнах Західної Європи та Америки була зроблена спроба відкрити доступ до вищої освіти жінкам. У Росії це здійснювалося шляхом допуску жінок в Медико-хірургічну академію, а потім відкриття в Москві, Казані, Петербурзі та Києві вищих жіночих курсів.
В 1966-му Організація Об'єднаних Націй в Міжнародному пакті про економічні, соціальні і культурні права гарантувала право на вищу освіту: «Вища освіта повинна бути однаково доступною для всіх на основі здібностей кожного шляхом всіх необхідних заходів і, зокрема, поступового запровадження безкоштовної освіти».
Великий поштовх до розвитку, зближення і гармонізації вищої освіти в Європі було дано так званим Болонським процесом. Його початок можна віднести ще до середини 1970-х років, коли Радою міністрів ЄС була прийнята Резолюція про першу програму співробітництва у сфері освіти. Офіційною датою початку процесу прийнято вважати 19 червня 1999 р., коли в місті Болонья на спеціальній конференції міністри освіти 29 європейських держав прийняли декларацію «Зона європейської вищої освіти», або «Болонську декларацію». Надалі міжурядові зустрічі проходили в Празі (2001), Берліні (2003), Бергені (2005), Лондоні (2007) і Лувені (2009). Болонський процес об'єднує нині 46 країн.

## Вища освіта в окремих країнах

### Україна

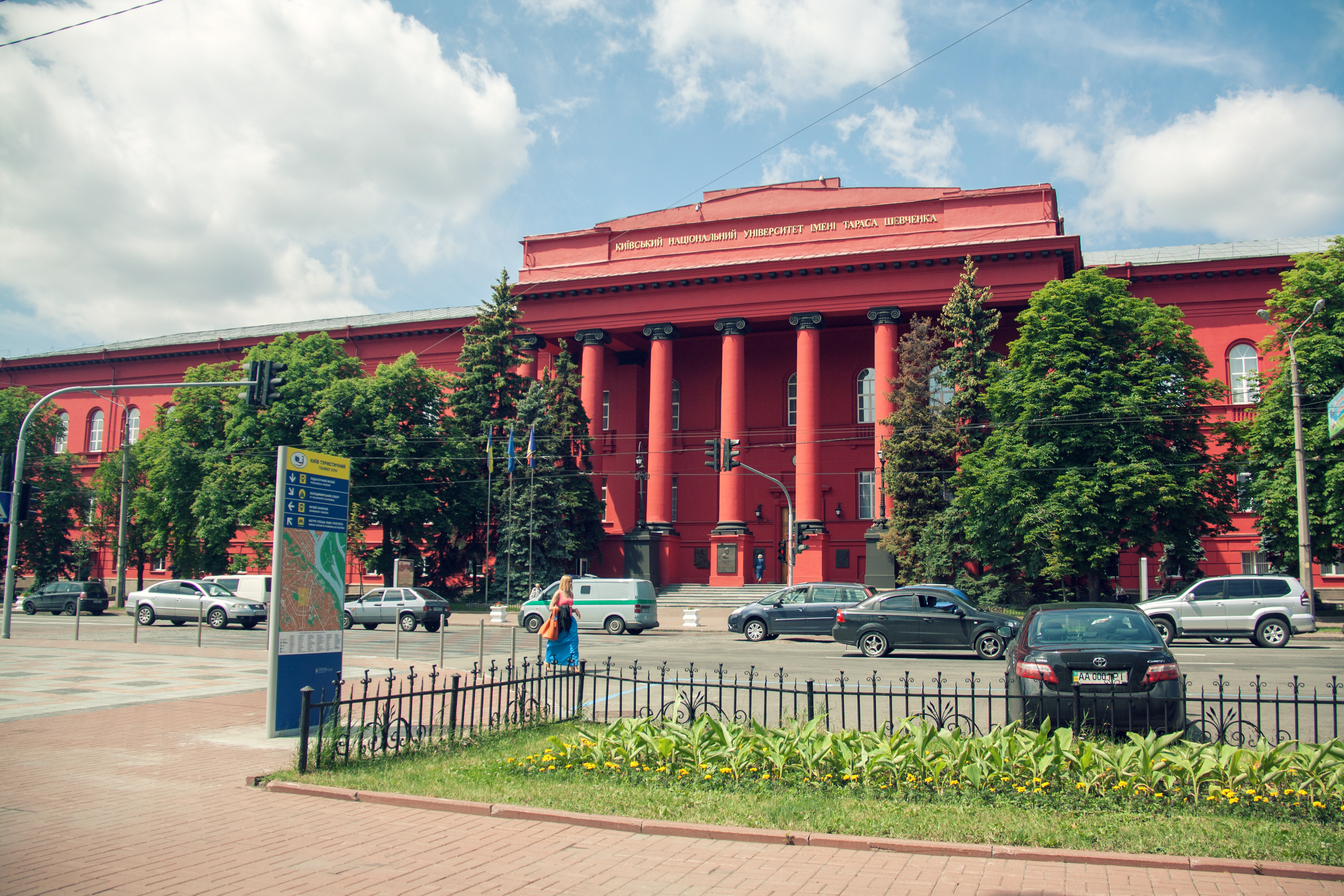
Київський національний університет імені Тараса Шевченка (червоний корпус).

У закладах вищої освіти України вища освіта громадянами України та іноземними громадянами здобувається за освітньо-кваліфікаційними рівнями молодшого спеціаліста, бакалавра, спеціаліста та магістра.
Освітньо-кваліфікаційний рівень молодшого спеціаліста здобувається у закладах вищої освіти І-ІІ рівнів акредитації: училищах, технікумах, коледжах; бакалавра, спеціаліста та магістра — у закладах вищої освіти III-IV рівнів акредитації: університетах, академіях та інститутах.
У 2014 році мережа закладів вищої освіти I-IV рівнів акредитації налічувала 803 заклади, з них державної форми власності 415 закладів, комунальної форми власності — 221, приватної форми власності — 167.
Серед 478 закладів вищої освіти І-ІІ рівнів акредитації 200 державної форми власності, 207 — комунальної та 71 — приватної. З 325 закладів III-IV рівнів вищої освіти акредитації 215 державної форми власності, 14 — комунальної та 96 — приватної.
У системі вищої освіти України функціонують 198 університетів, 62 академії, 83 інститути, 245 коледжів, 97 технікумів, 117 училищ та 1 консерваторія.

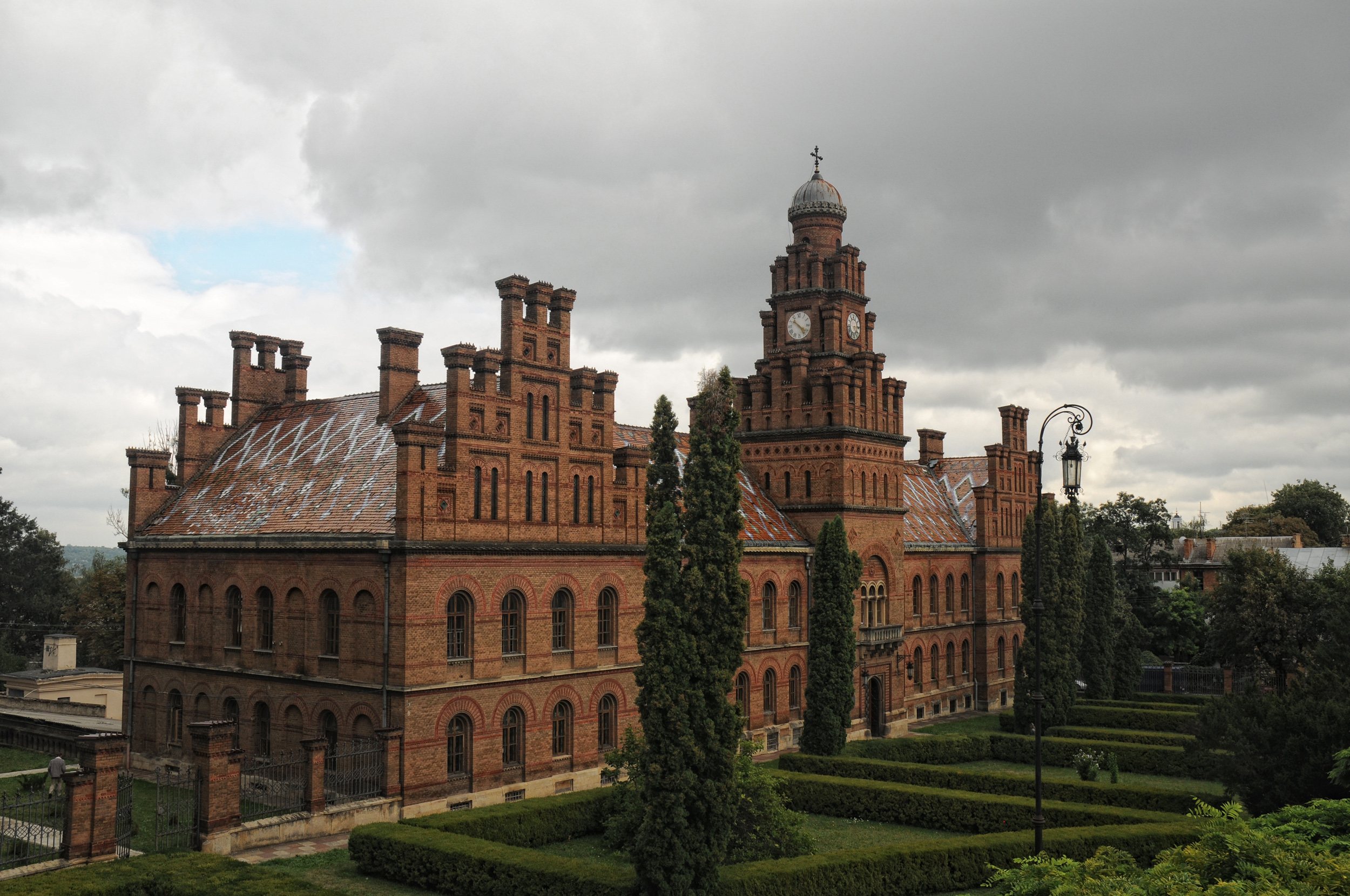
Чернівецький національний університет.

Із загальної кількості закладів вищої освіти майже 60 % складають ЗВО І-ІІ рівнів акредитації та 40 % — ЗВО III—IV рівнів акредитації.
Вища освіта здобувається за кошти державного та місцевого бюджетів, а також за кошти фізичних та юридичних осіб, за денною, вечірньою, заочною, дистанційною та екстернатною формами навчання.
Освітньо-кваліфікаційний рівень молодшого спеціаліста здобувається на основі базової та повної загальної середньої освіти, а також на основі освітньо-кваліфікаційного рівня кваліфікованого робітника. Освітньо-кваліфікаційний рівень бакалавра здобувається на основі повної загальної середньої освіти та на основі освітньо-кваліфікаційного рівня молодшого спеціаліста.
Освітньо-кваліфікаційні рівні спеціаліста, магістра здобуваються на основі освітньо-кваліфікаційного рівня бакалавра, крім спеціальностей медичного та ветеринарно-медичного спрямувань, з яких вищу освіту можна здобути на основі повної загальної середньої освіти.
У 2013/2014 навчальному році контингент студентів закладів вищої освіти усіх рівнів акредитації та форм власності становить понад 2 млн 52,7 тис. осіб (у 2012/2013 навчальному році — 2 млн 170 тис.).
У закладах вищої освіти І-ІІ рівнів акредитації всього навчається 329 тис. осіб, з них за кошти державного бюджету — 124,3 тис. осіб, за кошти місцевих бюджетів — 77 тис. осіб, за кошти фізичних та юридичних осіб — 127,4 тис. осіб.
Відповідно у закладах вищої освіти III-IV рівнів акредитації всього навчається 1 млн 723,7 тис. осіб, за кошти державного бюджету навчається, відповідно, 750,4 тис. осіб, за кошти місцевих бюджетів — 188,2 тис. осіб, за кошти фізичних та юридичних осіб — 946,6 тис. осіб.
Чисельність студентів у закладах вищої освіти І-ІІ рівнів акредитації на кожні 10 тис. населення становить 72 особи, у закладах вищої освіти III-IV рівнів акредитації — 380 осіб.
У 2013 році закладами вищої освіти І-ІІ рівнів акредитації випущено 91,2 тис. осіб, закладами вищої освіти III-IV рівнів акредитації — 485,1 тис. осіб.
У 2013/2014 навчальному році у закладах вищої освіти І-ІІ рівнів акредитації працює 36,3 тис. педагогічних та науково-педагогічних працівників, у закладах вищої освіти III-IV рівнів акредитації 158,9 тис. педагогічних та науково-педагогічних працівників.

Серед викладачів закладів вищої освіти I-IV рівнів акредитації налічується понад 71,4 тис. кандидатів наук та майже 14,4 тис. докторів наук, 48 тис. доцентів та майже 12,7 тис. професорів.
За останні три роки удосконалено систему прийому молоді до закладів вищої освіти. Зокрема, розроблено і запроваджено Єдину державну електронну базу з питань освіти у якій у 2013 році було зареєстровано понад 2 млн 200 тис. заяв від понад 860 тис. вступників. В електронному вигляді абітурієнтами було подано понад 620 тис. заяв від понад 153 тис. вступників.
Всього ж у 2013 році до закладів вищої освіти України I-IV рівнів акредитації всіх форм власності та підпорядкування зараховано 468,1 тис. осіб (у тому числі 221,3 тис. осіб за кошти державного та місцевого бюджетів, що становить майже 50 відсотків).
Протягом 2010—2013 років створено 13 регіональних університетських центрів на базі 33 закладів вищої освіти. 14 закладам вищої освіти надано статус дослідницького, серед закладів вищої освіти III-IV рівнів акредитації 118 закладів вищої освіти мають статус національного.
Крім цього, з метою вдосконалення управління вищою освітою, протягом 2010—2013 років до сфери управління МОН передано 69 заклади вищої освіти, з них 28 закладів вищої освіти III-IV та 41 заклад вищої освіти І-ІІ рівнів акредитації.
У 2011 році за участю представників роботодавців розроблена та затверджена Урядом Національна рамка кваліфікацій, яка забезпечує ефективний взаємозв'язок між сферою освіти і ринком праці, наступність між рівнями освіти, реалізацію стратегії навчання впродовж життя. Це свого роду «дорожня карта», згідно з якою в подальшому необхідно за участю роботодавців розробити галузеві рамки кваліфікацій з відповідним наповненням, провести спільну роботу щодо впорядкування переліків напрямів та спеціальностей, за якими ведеться підготовка фахівців, Національного класифікатора професій, Класифікації видів економічної діяльності тощо.
Водночас, проводиться активна робота над створенням нового покоління державних стандартів вищої освіти, зорієнтованих на формування нової системи діагностичних засобів з переходом від оцінки знань випускника до оцінки його компетенції і визначенню рівня компетентності в цілому. Наразі реалізується пілотний проект освітніх стандартів з низки напрямів і спеціальностей вищої та професійно-технічної освіти в рамках спільного проекту Міністерства, групи підприємців і Федерації роботодавців. Зокрема, впродовж 2013 року за участі роботодавців розроблено 18 нових галузевих стандартів вищої освіти.
На виконання доручення Президента України впроваджено Національну систему рейтингового оцінювання діяльності закладів вищої освіти України як інструмент моніторингу якості освіти та освітніх послуг.
Вже три вітчизняні університети представлені в міжнародному рейтингу університетів світу QS World University Rankings (Київський національний університет імені Тараса Шевченка, Національний технічний університет України «Київський політехнічний інститут», Донецький національний університет).
Крім цього, упродовж вересня-листопада 2013 року Сумський державний університет пройшов незалежний зовнішній аудит за цим рейтингом. Таким чином, Сумський державний університет став першим з українських ЗВО, що взяв участь у зовнішньому аудиті QS STARS.
Починаючи з 2011 року Міністерством освіти і науки проведено три конкурсні відбори студентів, аспірантів і науково-педагогічних працівників на навчання або стажування у провідні закордонні заклади вищої освіти.
За угодами міжурядового та міжвідомчого характеру щорічно близько 300 осіб направляються за кордон для здобуття освіти у закладах вищої освіти (у 2011—275, у 2012—353).
Зокрема, у 2013 році на навчання або стажування в провідні заклади вищої освіти за кордон направлено 315 осіб, з них: 148 студентів, 75 аспірантів та 92 наукових та науково-педагогічних працівника.
У рамках прямих угод між українськими та закордонними закладами вищої освіти щорічно за кордон відряджуються на навчання та стажування близько 4000 осіб.
Державна підтримка і фінансування навчання та стажування за кордоном у найкращих закладах вищої освіти США, Великої Британії, Франції, Німеччини, Японії та інших економічно розвинених країн надається студентам, аспірантам і фахівцям природничого та інженерно-технічного напрямів, у яких на сьогодні в державі є найбільша необхідність. Зокрема, це такі напрямки, як IT, біонанотехнології, інформаційно-комунікаційні технології, нанофізика та наноелектроніка, електротехніка, нові нетрадиційні джерела енергії, раціональне природокористування, розробка корисних копалин, металургія, машинобудування, авіаційна та ракетно-космічна техніка, атомна енергетика, хімічна технологія та інженерія тощо. Водночас, розширюється участь закладів вищої освіти України у програмах ЄС з обміну студентів і викладачів «Еразмус Мундус» та «Жан Моне».
В останні 3 роки спостерігається стійка тенденція щодо збільшення контингенту іноземних студентів, які здобувають вищу освіту в Україні. У 2013/2014 навчальному році у закладах вищої освіти України навчається понад 69 тис. іноземних студентів зі 146 країн світу. Сьогодні Україна входить до 20 держав-лідерів у галузі міжнародної освіти.

### Окремі європейські держави

#### Австрія
Вища освіта в Австрії трирівнева і триває від 3 до 9 років.
Закон про університетську освіту 1966 р. і Закон про університети 1975 р. заклали основу вищої освіти. Федеральне міністерство науки і досліджень фінансує та контролює університетську освіту. 23 громадських та 11 приватних університетів мають високий ступінь свободи і пропонують широкий вибір освітніх програм. Навчання в університетах Австрії безкоштовно. Але є й платні заклади освіти.
Найбільші університети — Віденський (найстаріший університет Австрії, заснований 1365 року), Грацький, Інсбрукський, Зальцбурзький університет.

#### Білорусь
У Республіці Білорусь два провідних виші в національній системі освіти: Білоруський державний університет, заснований 30 жовтня 1921, і Академія управління при Президентові Республіки Білорусь, утворена 29 січня 1991. Статус провідного вишу в республіці закріплений законодавчо і має два різновиди: ведучий виш в національній системі освіти і ведучий виш у галузі. Статус провідного вишу в галузі має кілька вишів (зокрема, Білоруський національний технічний університет, Білоруський державний університет інформатики і радіоелектроніки, Білоруський державний медичний університет та інші).

#### Болгарія
Вища освіта базується на Акті про вищу освіту від 1995 року й поділяється на чотири рівні. Мережа вищих шкіл у Болгарії має у своєму складі університети, спеціалізовані вищі школи і коледжі.

#### Велика Британія
Після проходження дворічного курсу A-levels студенти можуть здобути або професійну, або вищу освіту.
Професійна освіта (Further education — FE) охоплює курси професійної підготовки та деякі курси для здобуття вищої освіти (ступеня бакалавра). Термін «професійна освіта» використовується, щоб позначити курси для тих, хто пішов зі школи у віці 16 років. У Великій Британії налічується понад 600 державних та приватних коледжів подальшої освіти. Ці заклади освіти пропонують різні програми навчання, включаючи курси англійської мови, програми підготовки до отримання загального свідоцтва про середню освіту та A-levels, професійні курси.
Вища освіта (Higher education — HE) охоплює програми зі здобуття ступеня бакалаврату, післядипломні програми (магістратуру, докторський ступінь) і MBA. Термін «вища освіта» позначає навчання в університетах, коледжах та інститутах, які пропонують здобуття вченого звання або докторського ступеню.

#### Грузія

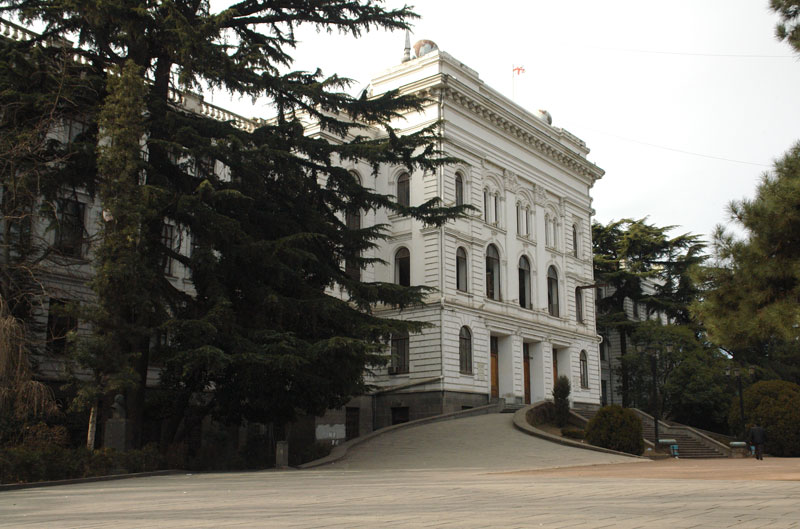
Тбіліський державний університет.

Система освіти до 2003 року була однією з найбільш корумпованих у країні. Діти вступали до вишів завдяки грошам батьків або впливовим родичам, що в принципі було притаманне всім пострадянським країнам. Однак система освіти Грузії пережила епоху реформ. Із 2005 року випускники шкіл вступають до вишів за результатами Єдиного національного іспиту — аналог нашого Зовнішнього незалежного оцінювання. Грузинські університети входять до Шанхайського рейтингу. У ЗВО Грузії навчається дуже багато іноземців, особливо з Близького сходу та прилеглих країн.

#### Ірландія
Вища освіта в Ірландії називають «освітою третього рівня» (Third Level education). По закінченні вишу випускнику присвоюється ступінь бакалавра (Bachelor Degree). Отримання вищої освіти можливо в державних університетах, різних коледжах.

#### Італія
Система вищої освіти Італії представлена університетами, технічними університетами, університетськими коледжами та академіями. Система освіти триступенева.

#### Кіпр
Молоді люди відвідують університети, інші державні заклади вищої освіти та коледжі, що пропонують різні програми навчання.

#### Мальта
Вища освіта на Мальті надається тільки Мальтійським Університетом, які мають величезну кількість відділень, філій та представництв.

#### Монако
У Монако є тільки один заклад вищої освіти — Міжнародний інститут Монако.

#### Німеччина
Німецька система вищої освіти відрізняється різноманіттям типів вишів. Всього в Німеччині 409 вишів, з них 104 університету та 203 виші прикладних наук. Отримання першої вищої освіти майже у всіх вишах донедавна було безкоштовно як для німців, так і для іноземців. Плата за навчання були введені в багатьох федеральних землях експериментально в 2006 році, її розмір становив 500 євро в семестр. Однак незабаром слідом за землею Північний Рейн Вестфалія плата за навчання була скасована усіма федеральними землями до 2013 року. В інших землях може стягуватися плата зі студентів, що перевищили приписаний термін навчання на декілька семестрів («декілька» знову ж таки в кожній землі по різному) або отримують другу вищу освіту. Загальна кількість студентів у Німеччині становить майже 2 млн, з яких 48 % жінки, 250000 іноземні студенти. Професорсько-викладацького складу близько 110 тис. чоловік. Приблизно 69000 німців навчається за кордоном. До 2010 під час болонського процесу німецькі виші повинні були перебудувати свої навчальні програми за новим зразком. Однак це не торкнулося медичного і юридичного освіти, які не ділиться на бакалаврат та магістратуру досі. На багатьох гуманітаріїв факультетах також обов'язково вивчення додаткового предмета.
Значне число вишів — державні та субсидуються урядом. Приватних вишів порівняно небагато — 69.

#### Польща
Система вищої освіти в Польщі перебуває в Європейській зоні вищої освіти. Разом з 29 іншими країнами, Польща підписала Болонську Декларацію, метою якої є створення європейського простору вищої освіти. Заклади вищої освіти Польщі використовують ECTS (Європейська кредитна Система). Ця система впроваджена з метою полегшення процедуру порівняння рівня освіти студентів відповідно навчальним напрямкам. Польські заклади вищої освіти беруть участь в програмах міжнародного обміну студентами SOCRATES / Erasmus. Додаток до диплому, що видається після закінчення навчання, полегшує визнання освіти за кордоном.
Гарантія якості. Польський Державний Акредитаційний Комітет (Państwowa Komisja Akredytacyjna) працює в Польщі від 2002 року. Він здійснює перевірку та контроль якості стандартів освіти у вищих навчальних закладах Польщі, а також служить для поліпшення і гарантії освітніх стандартів. Державний акредитаційний комітет розвиває тісне співробітництво з акредитаційними комітетами в інших країнах. Польська система забезпечення якості освіти відповідає стандартам і вимогам ENQA.
Визнання дипломів. На підставі Угоди між Кабінетом Міністрів України та Урядом Республіки Польща про академічне взаємовизнання документів про освіту та рівноцінність ступенів N 769 від 31.05.2006, атестат про повну загальну середню освіту чи диплом бакалавра, виданий українським закладом освіти, визнається автоматично і не потребує нострифікації.
Оплата за навчання. Для польських громадян навчання в державних закладах вищої освіти є безкоштовним. Всі іноземні студенти оплачують навчання (безкоштовно навчаються учасники програм обміну або ті, хто вступав до вишу на тих самих засадах, як і польські громадяни). В державних і приватних ЗВО існує можливість написати заяву до Ректора, в якій можна попросити знижку чи про можливість звільнення від оплати за навчання. Деякі польські ЗВО мають безплатні місця для громадян з країн, які не членами Європейського Союзу.
Навчальний рік. Навчальний рік поділений на два семестри: осінній та весняний. Осінній семестр розпочинається на початку жовтня і включає зимову екзаменаційну сесію. Весняний семестр проходить з середини лютого до середини червня, включаючи літню екзаменаційну сесію. Навчання проводиться у формі лекцій, семінарів, лабораторних робіт і дискусій.
Іспити. Для того, щоб успішно закінчити семестр, студентові необхідно отримати прохідні бали на всіх іспитах. Найпоширеніша система оцінювання: відмінно (5); добре з плюсом (4,5); добре (4); задовільно з плюсом (3,5); задовільно (3); незадовільно (2).
Відповідно до Європейської Кредитної Системи ECTS, повна кількість кредитів надається за кожний предмет, незалежно від оцінок, отриманих на іспиті.
Польща входить до ТОП країн, куди виїжджають на навчання українські абітурієнти.  [Архівовано 24 січня 2021 у Wayback Machine.]

#### Франція
У Франції вища освіта представлена 87 університетами, з яких п'ять — недержавні католицькі інститути та три — національні політехнічні інститути університетського типу. При університетах відкриті спеціалізовані інститути: 113 технологічних, 66 професійних і 30 педагогічних. Вища освіта у Франції безкоштовно (за винятком змісту).

### Окремі неєвропейські держави

#### Єгипет
У Єгипті є як приватні, так і державні заклади вищої освіти. Державне вищу освіту в Єгипті безкоштовне, студенти сплачують лише реєстраційний внесок. Приватна освіта обходиться дорожче.
Основні університети Єгипту: Каїрський університет (100 000 студентів), Олександрійський університет, Університет Айн-Шамс, Університет Аль-Азхар (найстаріший виш Єгипту з 1000-річною історією).
Провідні приватні університети Єгипту: Американський університет в Каїрі, Німецький університет в Каїрі, Французький університет Єгипту.

#### Республіка Корея
У вищі школи (кор. 고등학교, 高等学校) Республіки Корея надходять у віці 17 років і випускаються після третього класу в 19 років. Школи можуть бути розділені на спеціалізовані відділення, відповідні інтересам того чи іншого студента і збігаються з його кар'єрним шляхом. Наприклад, існують «наукові» вищі школи (Science high school), школи вивчення іноземних мов і мистецтвознавчі школи. Всі вони вимагають для вступу здачі досить складних іспитів. Вищі школи можуть бути також поділені на громадські (публічні) та приватні. Такі школи не дають якусь спеціальність, але просто готують своїх учнів для вступу до коледжу. Для студентів, які з якихось причин не хочуть отримувати освіту в коледжі, існують професійні училища, які спеціалізуються в галузі технології, агрокультури або фінансів, куди студенти можуть вступити відразу після випуску зі шкіл. Розклад вищих шкіл часто складено так, що після інтенсивної сесії «самонавчання» в такій школі студенти повертаються додому після півночі. Навчальна програма, яка включає близько одинадцяти предметів, найчастіше визнається дуже важкою, тому деякі студенти воліють надходити в приватні академії, звані «хагвонамі» (кор. 학원, 学院), щоб примножити свої академічні знання. У перелік основних предметів входять корейський і англійська мови, математика, різні суспільні і природні науки. Конкретні предмети і рівень їх викладання можуть варіюватися від школи до школи, в залежності від спеціалізації таких закладів освіти.
На відміну від середньої школи отримання освіти у вищій школі не є обов'язковим. Проте, за оцінками OECD в 2005 році 97 % молодих корейців закінчили вищу школу. Очевидно, це найвищий відсоток серед всіх країн.

#### США
Незважаючи на багато проблем в галузі середньої освіти, вища освіта в США вважається однією з найкращих у світі. У США більше трьох тисяч закладів вищої освіти різних видів. У 2001 в них вчилися 515 000 іноземних студентів з 17500000 в цілому, з яких 60 % — з Азії. Проте останнім часом освіта за кордоном у вишах, як приватних, так і державних, стає все дорожчою. Плата за рік навчання — від 5000 доларів в університеті штату до 40 000 доларів в Гарварді, і хоча бідним студентам даються щедрі стипендії, їх часто недостатньо для студентів середнього класу, чиї родини втрачають пропорційно найбільше зі своїх доходів. З 2002—2003 по 2003—2004 навчальний рік плата за навчання у вишах штату зросла на 14 %, а в приватних — на 6 %, що все одно більше рівня інфляції за той же час.
В американській розмовній мові всі виші зазвичай називаються college, навіть якщо вони не коледжі, а університети.
Виші США можна розділити на три типи, представники яких, як правило, сильно відрізняються один від одного, головним чином за розміром і атмосфері.

#### Японія
У Японії близько 600 університетів, включаючи 425 приватних, в яких постійно навчається близько 2,5 млн студентів. Найбільш престижні — державні університети в Токіо, Кіото і Осаці і приватні в Тюо, Ніхон, Васеда, Мейдзі, Токай і Кансай. Крім того, в Японії поширена практика «карликових» закладів вищої освіти, у яких 200—300 студентів навчаються на 1-2 факультетах. Вступні іспити до закладів вищої освіти в Японії платні.